# Eisschnelllauf-Einzelstreckenweltmeisterschaften 1997
Die 2. Einzelstreckenweltmeisterschaften wurden vom 7. bis 9. März 1997 im Tor Stegny in der polnischen Hauptstadt Warschau ausgetragen.

## Teilnehmende Nationen
- 107 Sportler aus 19 Nationen nahmen an der Meisterschaft teil

| Teilnehmende Nationen             | Teilnehmende Nationen                          | Teilnehmende Nationen                    | Teilnehmende Nationen           | Teilnehmende Nationen               |
| --------------------------------- | ---------------------------------------------- | ---------------------------------------- | ------------------------------- | ----------------------------------- |
| Österreich Belgien Belarus Kanada | Volksrepublik China Finnland Deutschland Japan | Kasachstan Südkorea Niederlande Norwegen | Polen Rumänien Russland Schweiz | Schweden Ukraine Vereinigte Staaten |

## Sieger
- Zeigt die drei Medaillenplätze der einzelnen Distanzen

### Frauen
| Distanz       | Gold            | Silber          | Bronze            |
| ------------- | --------------- | --------------- | ----------------- |
| 2 × 500 Meter | Xue Ruihong     | Sabine Völker   | Franziska Schenk  |
| 1.000 Meter   | Marianne Timmer | Sandra Zwolle   | Franziska Schenk  |
| 1.500 Meter   | Gunda Niemann   | Anni Friesinger | Marianne Timmer   |
| 3.000 Meter   | Gunda Niemann   | Anni Friesinger | Carla Zijlstra    |
| 5.000 Meter   | Gunda Niemann   | Carla Zijlstra  | Claudia Pechstein |

### Männer
| Distanz       | Gold          | Silber        | Bronze           |
| ------------- | ------------- | ------------- | ---------------- |
| 2 × 500 Meter | Manabu Horii  | Roger Strøm   | Hiroyasu Shimizu |
| 1.000 Meter   | Ådne Søndrål  | Jan Bos       | Martin Hersman   |
| 1.500 Meter   | Rintje Ritsma | Ådne Søndrål  | Neal Marshall    |
| 5.000 Meter   | Rintje Ritsma | Gianni Romme  | Frank Dittrich   |
| 10.000 Meter  | Gianni Romme  | Rintje Ritsma | Bob de Jong      |

## Wettbewerbe

### Frauen

#### 2 × 500 Meter
- Die Zeiten beider 500 m Läufe in Sekunden, werden addiert und ergeben die Gesamtpunktzahl

| Platz | Name              | Land                | 1. Lauf 500 Meter | 2. Lauf 500 Meter | Gesamt- punkte |
| ----- | ----------------- | ------------------- | ----------------- | ----------------- | -------------- |
| 1     | Xue Ruihong       | Volksrepublik China | 40,75 (3)         | 40,31 (1)         | 81,06          |
| 2     | Sabine Völker     | Deutschland         | 40,61 (1)         | 40,72 (2)         | 81,33          |
| 3     | Franziska Schenk  | Deutschland         | 40,7 (2)          | 41,21 (6)         | 81,91          |
| 4     | Marianne Timmer   | Niederlande         | 40,95 (4)         | 41,19 (4)         | 82,14          |
| 5     | Swetlana Schurowa | Russland            | 41,56 (7)         | 40,81 (3)         | 82,37          |
| 6     | Kyoko Shimazaki   | Japan               | 41,28 (5)         | 41,44 (10)        | 82,72          |
| 7     | Monique Garbrecht | Deutschland         | 41,65 (10)        | 41,22 (7)         | 82,87          |
| 8     | Susan Auch        | Kanada              | 41,59 (8)         | 41,44 (10)        | 83,03          |
| 9     | Tomomi Okazaki    | Japan               | 41,87 (11)        | 41,22 (7)         | 83,09          |
| 10    | Becky Sundstrom   | Vereinigte Staaten  | 41,64 (9)         | 41,55 (13)        | 83,19          |

#### 1.000 Meter
| Platz | Name             | Land               | Zeit    |
| ----- | ---------------- | ------------------ | ------- |
| 1     | Marianne Timmer  | Niederlande        | 1:21,31 |
| 2     | Sandra Zwolle    | Niederlande        | 1:21,92 |
| 3     | Franziska Schenk | Deutschland        | 1:22,10 |
| 4     | Shiho Kusunose   | Japan              | 1:22,22 |
| 5     | Chris Witty      | Vereinigte Staaten | 1:22,79 |
| 6     | Anke Baier       | Deutschland        | 1:22,86 |
| 7     | Sabine Völker    | Deutschland        | 1:23,00 |
| 8     | Moira D’Andrea   | Vereinigte Staaten | 1:23,07 |
| 9     | Annamarie Thomas | Niederlande        | 1:23,12 |
| 10    | Emese Hunyady    | Österreich         | 1:23,23 |

#### 1.500 Meter
| Platz | Name                 | Land        | Zeit    |
| ----- | -------------------- | ----------- | ------- |
| 1     | Gunda Niemann        | Deutschland | 2:04,43 |
| 2     | Anni Friesinger      | Deutschland | 2:06,18 |
| 3     | Marianne Timmer      | Niederlande | 2:07,54 |
| 4     | Swetlana Baschanowa  | Russland    | 2:07,71 |
| 5     | Tonny de Jong        | Niederlande | 2:07,87 |
| 6     | Emese Hunyady        | Österreich  | 2:08,63 |
| 7     | Mihaela Dascălu      | Rumänien    | 2:09,91 |
| 8     | Claudia Pechstein    | Deutschland | 2:10,23 |
| 9     | Ljudmila Prokaschewa | Kasachstan  | 2:10,42 |
| 10    | Mie Uehara           | Japan       | 2:10,55 |

#### 3.000 Meter
| Platz | Name                 | Land        | Zeit    |
| ----- | -------------------- | ----------- | ------- |
| 1     | Gunda Niemann        | Deutschland | 4:20,34 |
| 2     | Anni Friesinger      | Deutschland | 4:24,18 |
| 3     | Carla Zijlstra       | Niederlande | 4:28,46 |
| 4     | Claudia Pechstein    | Deutschland | 4:29,56 |
| 5     | Ljudmila Prokaschewa | Kasachstan  | 4:31,25 |
| 6     | Swetlana Baschanowa  | Russland    | 4:31,91 |
| 7     | Anette Tønsberg      | Norwegen    | 4:32,42 |
| 8     | Barbara de Loor      | Niederlande | 4:33,30 |
| 9     | Mie Uehara           | Japan       | 4:33,40 |
| 10    | Tonny de Jong        | Niederlande | 4:35,04 |

#### 5.000 Meter
| Platz | Name                 | Land        | Zeit    |
| ----- | -------------------- | ----------- | ------- |
| 1     | Gunda Niemann        | Deutschland | 7:19,85 |
| 2     | Carla Zijlstra       | Niederlande | 7:25,80 |
| 3     | Claudia Pechstein    | Deutschland | 7:30,84 |
| 4     | Heike Warnicke       | Deutschland | 7:32,14 |
| 5     | Ljudmila Prokaschewa | Kasachstan  | 7:34,22 |
| 6     | Tonny de Jong        | Niederlande | 7:35,58 |
| 7     | Mie Uehara           | Japan       | 7:39,57 |
| 8     | Barbara de Loor      | Niederlande | 7:42,00 |
| 9     | Mihaela Dascălu      | Rumänien    | 7:47,96 |
| 10    | Anette Tønsberg      | Norwegen    | 7:48,05 |

### Männer

#### 2 × 500 Meter
- Die Zeiten beider 500 m Läufe in Sekunden, werden addiert und ergeben die Gesamtpunktzahl

| Platz | Name                  | Land               | 1. Lauf 500 Meter | 2. Lauf 500 Meter | Gesamt- punkte |
| ----- | --------------------- | ------------------ | ----------------- | ----------------- | -------------- |
| 1     | Manabu Horii          | Japan              | 37,08 (3)         | 36,47 (1)         | 73,55          |
| 2     | Roger Strøm           | Norwegen           | 37,00 (1)         | 36,58 (2)         | 73,58          |
| 3     | Hiroyasu Shimizu      | Japan              | 37,28 (6)         | 36,69 (3)         | 73,97          |
| 4     | Sergei Klewtschenja   | Russland           | 37,01 (2)         | 36,98 (4)         | 73,99          |
| 5     | Mike Ireland          | Kanada             | 37,16 (4)         | 37,41 (7)         | 74,57          |
| 6     | Casey FitzRandolph    | Vereinigte Staaten | 37,71 (12)        | 37,16 (5)         | 74,87          |
| 7     | Wadim Schakschakbajew | Kasachstan         | 37,65 (11)        | 37,28 (6)         | 74,93          |
| 8     | Jan Bos               | Niederlande        | 37,26 (5)         | 37,72 (11)        | 74,98          |
| 9     | Patrick Bouchard      | Kanada             | 37,48 (7)         | 37,57 (9)         | 75,05          |
| 10    | Jeremy Wotherspoon    | Kanada             | 37,76 (14)        | 37,44 (8)         | 75,2           |
|       |                       |                    |                   |                   |                |
| 12    | Michael Künzel        | Deutschland        | 37,56 (9)         | 37,84 (15)        | 75,4           |
| 19    | Matthias Pfeiffer     | Deutschland        | 37,92 (15)        | 38,26 (19)        | 76,18          |
| 21    | Roland Brunner        | Österreich         | 38,75 (22)        | 38,69 (21)        | 77,44          |

#### 1.000 Meter
| Platz | Name               | Land               | Zeit    |
| ----- | ------------------ | ------------------ | ------- |
| 1     | Ådne Søndrål       | Norwegen           | 1:14,40 |
| 2     | Jan Bos            | Niederlande        | 1:14,81 |
| 3     | Martin Hersman     | Niederlande        | 1:15,07 |
| 4     | Jeremy Wotherspoon | Kanada             | 1:15,33 |
| 5     | Sylvain Bouchard   | Kanada             | 1:15,72 |
| 6     | Gerard van Velde   | Niederlande        | 1:15,74 |
| 7     | Kevin Overland     | Kanada             | 1:15,79 |
| 8     | Manabu Horii       | Japan              | 1:15,82 |
| 9     | Jaegal Seong-yeol  | Südkorea           | 1:15,84 |
| 10    | Casey FitzRandolph | Vereinigte Staaten | 1:16,06 |
|       |                    |                    |         |
| 16    | Matthias Pfeiffer  | Deutschland        | 1:17,51 |
| 17    | Michael Künzel     | Deutschland        | 1:17,57 |
| 21    | Roland Brunner     | Österreich         | 1:18,20 |
| 22    | Peter Adeberg      | Deutschland        | 1:18,53 |

#### 1.500 Meter
| Platz | Name                 | Land               | Zeit    |
| ----- | -------------------- | ------------------ | ------- |
| 1     | Rintje Ritsma        | Niederlande        | 1:53,58 |
| 2     | Ådne Søndrål         | Norwegen           | 1:55,16 |
| 3     | Neal Marshall        | Kanada             | 1:55,65 |
| 4     | Martin Hersman       | Niederlande        | 1:55,91 |
| 5     | Jeroen Straathof     | Niederlande        | 1:56,57 |
| 6     | Steinar Johansen     | Norwegen           | 1:56,58 |
| 7     | Keiji Shirahata      | Japan              | 1:56,93 |
| 8     | KC Boutiette         | Vereinigte Staaten | 1:57,08 |
| 9     | Uwe Tonat            | Deutschland        | 1:58,54 |
| 10    | Marnix ten Kortenaar | Österreich         | 1:58,58 |
|       |                      |                    |         |
| 11    | Christian Breuer     | Deutschland        | 1:58,78 |
| 19    | Peter Adeberg        | Deutschland        | 2:01,05 |

#### 5.000 Meter
| Platz | Name                | Land               | Zeit    |
| ----- | ------------------- | ------------------ | ------- |
| 1     | Rintje Ritsma       | Niederlande        | 7:02,34 |
| 2     | Gianni Romme        | Niederlande        | 7:03,22 |
| 3     | Frank Dittrich      | Deutschland        | 7:12,12 |
| 4     | Bart Veldkamp       | Belgien            | 7:13,07 |
| 5     | Lasse Sætre         | Norwegen           | 7:14,16 |
| 6     | Keiji Shirahata     | Japan              | 7:14,85 |
| 7     | Vadim Sajutin       | Russland           | 7:15,56 |
| 8     | KC Boutiette        | Vereinigte Staaten | 7:15,65 |
| 9     | Ids Postma          | Niederlande        | 7:16,24 |
| 10    | Martin Feigenwinter | Schweiz            | 7:17,83 |
|       |                     |                    |         |
| 15    | Uwe Tonat           | Deutschland        | 7:25,66 |

#### 10.000 Meter
| Platz | Name           | Land               | Zeit     |
| ----- | -------------- | ------------------ | -------- |
| 1     | Gianni Romme   | Niederlande        | 14:18,75 |
| 2     | Rintje Ritsma  | Niederlande        | 14:30,60 |
| 3     | Bob de Jong    | Niederlande        | 14:33,82 |
| 4     | Bart Veldkamp  | Belgien            | 14:37,73 |
| 5     | KC Boutiette   | Vereinigte Staaten | 14:38,19 |
| 6     | Juri Kochanez  | Russland           | 14:40,01 |
| 7     | Kjell Storelid | Norwegen           | 14:40,10 |
| 8     | Frank Dittrich | Deutschland        | 14:42,19 |
| 9     | Vadim Sajutin  | Russland           | 14:47,96 |
| 10    | Lasse Sætre    | Norwegen           | 14:52,83 |

## Gesamt
Die Medaillen im Teamwettbewerb fließen als einzelne Medaille in die Nationenwertung und in die Rangliste als eine Medaille je Starter ein
- Platz: Gibt die Reihenfolge der Athleten wieder. Diese wird durch die Anzahl der Goldmedaillen bestimmt. Bei gleicher Anzahl werden die Silbermedaillen verglichen, danach die Bronzemedaillen
- Name: Nennt den Namen des Athleten
- Land: Nennt das Land, für das der Athlet startete
- Gold: Nennt die Anzahl der gewonnenen Goldmedaillen
- Silber: Nennt die Anzahl der gewonnenen Silbermedaillen
- Bronze: Nennt die Anzahl der gewonnenen Bronzemedaillen
- Gesamt: Nennt die Anzahl aller gewonnenen Medaillen

### Top Ten
- Die Top Ten zeigt die Zehn erfolgreichsten Sportler (Frauen/Männer)

| Platz | Name            | Land                | Gold | Silber | Bronze | Gesamt |
| ----- | --------------- | ------------------- | ---- | ------ | ------ | ------ |
| 1.    | Gunda Niemann   | Deutschland         | 3    | 0      | 0      | 3      |
| 2.    | Rintje Ritsma   | Niederlande         | 2    | 1      | 0      | 3      |
| 3.    | Gianni Romme    | Niederlande         | 1    | 1      | 0      | 2      |
| 3.    | Ådne Søndrål    | Norwegen            | 1    | 1      | 0      | 2      |
| 5.    | Marianne Timmer | Niederlande         | 1    | 0      | 1      | 2      |
| 6.    | Xue Ruihong     | Volksrepublik China | 1    | 0      | 0      | 1      |
| 6.    | Manabu Horii    | Japan               | 1    | 0      | 0      | 1      |
| 8.    | Anni Friesinger | Deutschland         | 0    | 2      | 0      | 2      |
| 9.    | Carla Zijlstra  | Niederlande         | 0    | 1      | 1      | 2      |
| 10.   | Sabine Völker   | Deutschland         | 0    | 1      | 0      | 1      |
| 10.   | Jan Bos         | Niederlande         | 0    | 1      | 0      | 1      |

### Nationenwertung
- Die Nationenwertung zeigt die erfolgreichsten Nationen (Frauen/Männer)

| Platz | Land                | Gold | Silber | Bronze | Gesamt |
| ----- | ------------------- | ---- | ------ | ------ | ------ |
| 1.    | Niederlande         | 4    | 5      | 4      | 13     |
| 2.    | Deutschland         | 3    | 3      | 4      | 10     |
| 3.    | Norwegen            | 1    | 2      | 0      | 3      |
| 4.    | Japan               | 1    | 0      | 1      | 2      |
| 5.    | Volksrepublik China | 1    | 0      | 0      | 1      |
| 6.    | Kanada              | 0    | 0      | 1      | 1      |

### Frauen

#### Rangliste
- Die Rangliste zeigt die erfolgreichsten Sportlerinnen der Einzelstrecken-WM

| Platz | Name              | Land                | Gold | Silber | Bronze | Gesamt |
| ----- | ----------------- | ------------------- | ---- | ------ | ------ | ------ |
| 1.    | Gunda Niemann     | Deutschland         | 3    | 0      | 0      | 3      |
| 2.    | Marianne Timmer   | Niederlande         | 1    | 0      | 1      | 2      |
| 3.    | Xue Ruihong       | Volksrepublik China | 1    | 0      | 0      | 1      |
| 4.    | Anni Friesinger   | Deutschland         | 0    | 2      | 0      | 2      |
| 5.    | Carla Zijlstra    | Niederlande         | 0    | 1      | 1      | 2      |
| 6.    | Sabine Völker     | Deutschland         | 0    | 1      | 0      | 1      |
| 6.    | Sandra Zwolle     | Niederlande         | 0    | 1      | 0      | 1      |
| 8.    | Franziska Schenk  | Deutschland         | 0    | 0      | 2      | 2      |
| 9.    | Claudia Pechstein | Deutschland         | 0    | 0      | 1      | 1      |

#### Nationenwertung
- Die Nationenwertung zeigt die erfolgreichste Nationen (Frauen)

| Platz | Land                | Gold | Silber | Bronze | Gesamt |
| ----- | ------------------- | ---- | ------ | ------ | ------ |
| 1.    | Deutschland         | 3    | 3      | 3      | 9      |
| 2.    | Niederlande         | 1    | 2      | 2      | 5      |
| 3.    | Volksrepublik China | 1    | 0      | 0      | 1      |

### Männer

#### Rangliste
- Die Rangliste zeigt die erfolgreichsten Sportler der Einzelstrecken-WM

| Platz | Name             | Land        | Gold | Silber | Bronze | Gesamt |
| ----- | ---------------- | ----------- | ---- | ------ | ------ | ------ |
| 1.    | Rintje Ritsma    | Niederlande | 2    | 1      | 0      | 3      |
| 2.    | Gianni Romme     | Niederlande | 1    | 1      | 0      | 2      |
| 2.    | Ådne Søndrål     | Norwegen    | 1    | 1      | 0      | 2      |
| 4.    | Manabu Horii     | Japan       | 1    | 0      | 0      | 1      |
| 5.    | Jan Bos          | Niederlande | 0    | 1      | 0      | 1      |
| 5.    | Roger Strøm      | Norwegen    | 0    | 1      | 0      | 1      |
| 7.    | Neal Marshall    | Kanada      | 0    | 0      | 1      | 1      |
| 7.    | Frank Dittrich   | Deutschland | 0    | 0      | 1      | 1      |
| 7.    | Hiroyasu Shimizu | Japan       | 0    | 0      | 1      | 1      |
| 7.    | Bob de Jong      | Niederlande | 0    | 0      | 1      | 1      |
| 7.    | Martin Hersman   | Niederlande | 0    | 0      | 1      | 1      |

#### Nationenwertung
- Die Nationenwertung zeigt die erfolgreichste Nationen (Männer)

| Platz | Land        | Gold | Silber | Bronze | Gesamt |
| ----- | ----------- | ---- | ------ | ------ | ------ |
| 1.    | Niederlande | 3    | 3      | 2      | 8      |
| 2.    | Norwegen    | 1    | 2      | 0      | 3      |
| 3.    | Japan       | 1    | 0      | 1      | 2      |
| 4.    | Kanada      | 0    | 0      | 1      | 1      |
| 4.    | Deutschland | 0    | 0      | 1      | 1      |